# 東京ビデオセンター
株式会社東京ビデオセンターは、テレビ番組を中心とする映像制作会社。  日本映画界に多大な影響を与えた名プロデューサー 佐々木史朗 （オフィス・シロウズ設立者）、中村芙美子らによって設立された。  著名な出身者に、フジロック・フェスティバルの創始者・日高正博、紫綬褒章を受賞した脚本家・竹山洋、映画監督の池谷薫らがいる。
現在はドキュメンタリー番組、情報番組、スポーツ番組を主に制作している。TBSホールディングス（TBSHD）の関連会社の一つ。TVCと略称される。
現在の代表取締役社長・田嶋敦（当時28歳）はディレクター時代、1986年に放送された『中村敦夫の地球発22時』（毎日放送制作・TBS系列）でTBSテレビ『森本ワイドモーニングEye』の密着取材を受けていた。ナレーションではテレビ局の社員ではなく社外スタッフと紹介されていた。

## 主な制作番組

### 映画
- リビング ザ ゲーム https://www.living-the-game.com
- ダンシングホームレス https://thedancinghomeless.com

### Prime Video
- ベイクオフ・ジャパン https://www.amazon.co.jp/ベイクオフ・ジャパン-シーズン１/dp/B09PQDDHNW

### FOD
- うるし山家

### TBS
- 地球!朝一番
- あさチャン!
- モーニングジャンボ奥さま8時半です
- 森本毅郎さわやかワイド
- （森本ワイド）モーニングEye
- はなまるマーケット
- ビビット
- グッとラック!
- Nスタ
- （関口宏の）サンデーモーニング（2024年3月まで）
- 奥さま広場

### NHK
- おやすみ日本 眠いいね!
- プロフェッショナル 仕事の流儀
- ブラタモリ
- ニッポン知らなかった選手権実況中!

### Eテレ
- ETV 特集
- ＃ジューダイ
- ふるカフェ系 ハルさんの休日
- すイエんサー
- やまと尼寺 精進日記
- ニッポン島旅

### NHK BS1
- BS1スペシャル
- サッカーの園
- ワースポ×MLB
- スポーツ酒場 語り亭
- ザ・ディレクソン

### NHK BSプレミアム
- 世界入りにくい居酒屋
- グレートトラバース3
- コズミックフロント
- 体感!グレートネイチャー
- 新日本風土記

### その他
- 情報プレゼンター とくダネ!（フジテレビ）
- 世界法廷ミステリー（フジテレビ）
- 報道ステーション（テレビ朝日）
- プレミア・ナビ（ムービープラス）

## 制作番組の受賞遍歴
| 2023 | ATP賞 ドラマ部門 優秀賞                                                                   | ふたりのウルトラマン                                                                            |
|      | ATP賞 優秀新人賞                                                                          | ニッポン知らなかった選手権 実況中！ 第16回ホテルレストランサービスコンクール2022                |
| 2022 | ATP賞 情報・バラエティ部門優秀賞                                                          | ニッポン知らなかった選手権 実況中！第２回 冠動脈吻合技術競技会                                  |
|      | ギャラクシー賞 奨励賞 テレビ部門                                                          | ふたりのウルトラマン                                                                            |
|      | 国際ドラマフェスティバルinTOKYO東京 ドラマアウォード２０２２ 作品賞 単発ドラマ部門 優秀賞 | ふたりのウルトラマン                                                                            |
|      | ATP賞 ドキュメンタリー部門優秀賞                                                          | お母ちゃんと小雁 ～認知症の喜劇役者 再び舞台へ～                                                |
| 2021 | ギャラクシー賞 奨励賞 テレビ部門                                                          | お母ちゃんと小雁 ～認知症の喜劇役者 再び舞台へ～                                                |
|      | アトランタ国際映画祭 銀賞                                                                 | ダンシングホームレス                                                                            |
|      | 座・高円寺ドキュメンタリーフェスティバル コンペティション部門 大賞                        | ダンシングホームレス                                                                            |
| 2020 | 劇場公開                                                                                  | ダンシングホームレス                                                                            |
|      |                                                                                           |                                                                                                 |
| 2019 | 台湾公共放送局(PTS)プレミア上映                                                           | LIFE WITH ROBOTS 〜ココロ操るロボット革命〜                                                     |
|      |                                                                                           |                                                                                                 |
| 2018 | 劇場公開                                                                                  | リビング ザ ゲーム(「格闘ゲームに生きる」から改題)                                              |
|      |                                                                                           |                                                                                                 |
| 2017 | カナディアン国際ドキュメンタリー映画祭 正式招待                                           | LIVING THE GAME(邦題:格闘ゲームに生きる)                                                        |
|      | 広州国際ドキュメンタリー映画祭 正式招待                                                   | LIVING THE GAME(邦題:格闘ゲームに生きる)                                                        |
|      |                                                                                           |                                                                                                 |
| 2016 | ATP賞 ドキュメンタリー部門 奨励賞                                                         | BS1スペシャル「戦場の真心 チムグクル~沖縄を救った日系人~」                                      |
|      | CNEX ドキュメンタリー映画祭(台湾) オープニング上映                                        | 格闘ゲームに生きる                                                                              |
|      |                                                                                           |                                                                                                 |
| 2012 | ATP賞 ドキュメンタリー部門 優秀賞                                                         | 巨大戦艦 大和 ～乗組員たちが見つめた生と死～ 豚の音(おん)がえし ～BEGINが結ぶ沖縄とハワイの絆～ |
|      |                                                                                           |                                                                                                 |
| 2009 | ニューヨークフェスティバル アート部門 金賞                                                | 名門に生まれるということ…市川海老蔵・宿命と苦悩の物語                                           |
|      |                                                                                           |                                                                                                 |
| 2008 | 日本賞 グランプリ                                                                         | 課外授業ようこそ先輩 「福島智」                                                                 |
|      | 日本賞 外務大臣賞                                                                         | 課外授業ようこそ先輩 「福島智」                                                                 |
|      | ニューヨークフェスティバル アート部門 金賞                                                | 名門に生まれるということ…市川海老蔵・宿命と苦悩の物語                                           |
|      | 国際エミー賞 ノミネート                                                                   | 名門に生まれるということ…市川海老蔵・宿命と苦悩の物語                                           |
|      | ローズドール賞 ノミネート                                                                 | 名門に生まれるということ…市川海老蔵・宿命と苦悩の物語                                           |
|      | 日本民間放送連盟賞 番組部門 テレビエンターテインメント 優秀賞                             | 北京への道2008 こんな凄い奴がいた                                                               |
|      |                                                                                           |                                                                                                 |
| 2007 | ATP賞 ドキュメンタリー部門 優秀賞                                                         | 運命の一手～将棋・渡辺竜王VS人工知能・ボナンザ～                                                |
|      |                                                                                           |                                                                                                 |
| 2006 | ATP賞 優秀賞                                                                              | にっぽんの現場「48時間の約束～埼玉中央児童相談所の闘い～」                                      |
|      | ATP賞 新人賞                                                                              | ドキュメントスポーツ大陸 「スポーツ戦後60年 マラソン円谷幸吉と君原健二」                        |
|      | 日本民間放送連盟賞                                                                        |                                                                                                 |
|      | 番組部門テレビ教養優秀賞                                                                  | 人体再生ロマンスペシャルII もう一度抱きしめたい！！                                             |
|      |                                                                                           |                                                                                                 |
| 2005 | ATP賞 グランプリ                                                                          | にんげんドキュメント「かあちゃんは好敵手～棋士・藤沢秀行と妻モト～」                            |
|      | ATP賞 ドキュメンタリー部門 最優秀賞                                                       | にんげんドキュメント「かあちゃんは好敵手～棋士・藤沢秀行と妻モト～」                            |
|      | ATP賞 ドキュメンタリー部門 優秀賞                                                         | ザ・ノンフィクション「レンタルボックスの館」                                                    |
|      | ATP賞 ドキュメンタリー部門 優秀賞                                                         | ザ・ノンフィクション「レンタルボックスの館」                                                    |
|      | ATP賞 新人賞                                                                              | NONFIX「福生、最後の米軍ハウス～自由に生きるということ」                                        |
|      | ギャラクシー奨励賞                                                                        | 特集「あの日 昭和20年の記憶 8月15日」                                                           |
|      |                                                                                           |                                                                                                 |
| 2003 | ATP賞 グランプリ                                                                          | ハイビジョンスペシャル「麦客～中国・激突する鉄と鎌」                                            |
|      | ATP賞 ドキュメンタリー部門 最優秀賞                                                       | ハイビジョンスペシャル「麦客～中国・激突する鉄と鎌」                                            |
|      | ギャラクシー奨励賞                                                                        | ハイビジョンスペシャル「麦客～中国・激突する鉄と鎌」                                            |
|      | ギャラクシー奨励賞                                                                        | 課外授業ようこそ先輩「黒田征太郎」                                                              |
|      | ギャラクシー奨励賞                                                                        | 地球に好奇心「ロバで届ける心の便り」                                                            |
|      |                                                                                           |                                                                                                 |
| 2002 | ATP賞 情報バラエティ部門 優秀賞                                                           | 課外授業ようこそ「片山右京」                                                                    |
|      | ギャラクシー奨励賞                                                                        | 課外授業ようこそ「片山右京」                                                                    |
|      | ギャラクシー奨励賞                                                                        | 情報大陸「マラソンスイマー/松崎裕子」                                                           |
|      |                                                                                           |                                                                                                 |
| 2001 | ATP賞 ドキュメンタリー部門 優秀賞                                                         | ザ・ノンフィクション「ナースの決断」                                                            |
|      |                                                                                           |                                                                                                 |
| 2000 | ATP賞 グランプリ                                                                          | 課外授業ようこそ先輩「貫戸朋子」                                                                |
|      | ATP賞 郵政大臣賞                                                                          | 課外授業ようこそ先輩「貫戸朋子」                                                                |
|      | ATP賞 情報バラエティ部門 最優秀賞                                                         | 課外授業ようこそ先輩「貫戸朋子」                                                                |
|      | ATP賞 ドキュメンタリー部門 優秀賞                                                         | 世界わが心の旅「ちばてつや」                                                                    |
|      | ギャラクシー奨励賞                                                                        | 世界わが心の旅「ちばてつや」                                                                    |
|      | ギャラクシー奨励賞                                                                        | 人間劇場「生きるために」                                                                        |
|      |                                                                                           |                                                                                                 |
| 1999 | 国際エミー賞                                                                              | 課外授業ようこそ先輩「貫戸朋子」                                                                |
|      | ギャラクシー奨励賞                                                                        | 課外授業ようこそ先輩「小泉武夫」                                                                |
|      | 放送文化基金賞                                                                            | 課外授業ようこそ先輩「増田明美」                                                                |
|      | ATP賞 新人賞                                                                              | ザ・ノンフィクション「東京芸者物語」                                                            |